# Cúp bóng đá Andorra 2016
Cúp bóng đá Andorra 2016 là mùa giải thứ 24 của giải đấu bóng đá loại trực tiếp của Andorra. Giải đấu khởi tranh từ ngày 21 tháng 2 năm 2016 và kết thúc vào ngày 15 tháng 5 năm 2016 với trận Chung kết.

## Lịch thi đấu
| Vòng      | Ngày thi đấu        | Số trận đấu | Số đội tham gia |
| --------- | ------------------- | ----------- | --------------- |
| Vòng Một  | 21 tháng 2 năm 2016 | 4           | 12 → 8          |
| Tứ kết    | 28 tháng 2 năm 2016 | 4           | 8 → 4           |
| Bán kết   | 6 tháng 3 năm 2016  | 2           | 4 → 2           |
| Chung kết | 15 tháng 5 năm 2016 | 1           | 2 → 1           |

## Vòng Một
Có 8 đội tham gia vòng này. Các trận đấu diễn ra ngày 21 tháng 2 năm 2016.
| Đội 1                 | Tỉ số        | Đội 2                   |
| --------------------- | ------------ | ----------------------- |
| Ordino                | 5–3 (s.h.p.) | Jenlai                  |
| Penya Encarnada       | 7–0          | Atlètic Club d'Escaldes |
| Inter Club d'Escaldes | 0–3 (s.h.p.) | Encamp                  |
| Extremenya            | 0–5          | Engordany               |

## Tứ kết
Có 8 đội tham gia Tứ kết. Các trận đấu diễn ra ngày 28 tháng 2 năm 2016.
| Đội 1           | Tỉ số | Đội 2           |
| --------------- | ----- | --------------- |
| FC Santa Coloma | 2–0   | Ordino          |
| Penya Encarnada | 1–3   | UE Santa Coloma |
| Sant Julià      | 1–0   | Encamp          |
| Lusitanos       | 2–4   | Engordany       |

## Bán kết
Có 4 đội tham gia Bán kết. Các trận đấu diễn ra ngày 6 tháng 3 năm 2016.
| Đội 1           | Tỉ số | Đội 2           |
| --------------- | ----- | --------------- |
| FC Santa Coloma | 0–1   | UE Santa Coloma |
| Sant Julià      | 1–2   | Engordany       |

## Chung kết
Trận chung kết diễn ra vào ngày 15 tháng 5 năm 2016 trên sân Estadi Comunal d'Andorra la Vella, Andorra la Vella.
| UE Santa Coloma | 3–0 | Engordany |
| --------------- | --- | --------- |
|                 |     |           |